# کوکائو و هویلینکو
کوکائو و هویلینکو، دو دریاچه در جزیره مرکزی چیلوئه، شیلی هستند که توسط یک تنگه با یک دریاچه هیدرولوژیکی مرتبط هستند. این دو دریاچه در جهت غربی - شرقی مستقر شده و محدوده ساحلی شیلی در جزیره چیلوئه را به دو قسمت تقسیم می‌کنند: پیوچن از سوی شمال و پیرولیل از جنوب. خروجی دریاچه‌ها، دساگادرو یا رودخانه کوکائو در انتهای غربی جزیره کوکائو قرار دارد و به اقیانوس آرام می‌پیوندد.